# Prelude FLNG
Prelude FLNG is een drijvend complex waar aardgas wordt omgezet in vloeibaar gas (LNG). Het werd de grootste drijvende installatie ooit gebouwd in opdracht van Royal Dutch Shell. Het werd medio 2017 op ongeveer 200 kilometer ten noorden van Australië verankerd, boven het gasveld Prelude. Op de Shell Prelude wordt het uit de zeebodem gewonnen aardgas vloeibaar gemaakt, tijdelijk opgeslagen en overgepompt naar gastankers die het LNG naar de klant vervoeren.

## Aanleiding
In januari 2007 ontdekte Shell het Prelude gasveld op zo’n 200 kilometer voor de kust van noord Australië en ongeveer 475 kilometer ten noordnoordoosten van Broome. Het veld heeft een omvang van circa 85 miljard m3. Een pijpleiding om het gas af te voeren was niet opportuun en er was onvoldoende gas om de bouw van een lng installatie op het land rendabel te maken.
In mei 2011 viel het besluit om te investeren in het Prelude FLNG-project waarbij FLNG staat voor (en)  Floating Liquefied Natural Gas (analoog aan FPSO voor aardolie). Voor dit project wordt de eerste drijvende LNG-installatie ter wereld gebouwd. Het geheel wordt op zee verankerd, waar zij gas uit offshore-velden gaat produceren en dat vloeibaar maakt door het aan boord af te koelen. Het water is ter plaatse 250 meter diep.

## Ontwerp en bouw
Het Technip Samsung consortium is verantwoordelijk voor de bouw op de Samsung Heavy Industries scheepswerf in Geoje, Zuid-Korea. Het wordt de grootste drijvende offshore-installatie ter wereld. De FLNG-installatie is 488 meter lang, tussen 70 en 80 meter breed en maximaal 134 meter hoog. Voor de bouw is 260.000 ton staal nodig. Volledig toegerust en met volle opslagtanks komt het totaal gewicht op ongeveer 600.000 ton. De installatie kan de zwaarste tropische cycloon weerstaan. Het schip is aan de voorzijde verankerd en kan vrij ronddraaien, hier komt ook het aardgas aan boord. SBM Offshore levert het draaiende koppelstuk ("turret") waar het gas het schip binnenkomt. Eenmaal in gebruik zijn er ongeveer 400 medewerkers aan boord.
De installaties op het schip koelen het aardgas af naar -162°C. Bij deze temperatuur wordt het gas vloeibaar en is 600 maal in volume afgenomen. Het lng wordt tijdelijk aan boord opgeslagen en later door LNG-zeetankers bij de installatie afgehaald en getransporteerd naar de afnemers. Het gehele project vergt een investering van minstens US$ 10,8 miljard en maximaal US$ 12,6 miljard.

## Productie
Eenmaal in gebruik produceert de Prelude FLNG zo’n 110.000 vaten olie-equivalent per dag. Op jaarbasis komt dit overeen met zo’n 5,3 miljoen ton per jaar (mtpj) aan vloeibare producten, waarvan 3,6 mtpj lng, 1,3 mtpj condensaat en 0,4 mtpj lpg. De installatie blijft 25 jaar lang permanent bij het Prelude-gasveld verankerd. Is het veld eenmaal uitgeput dan wordt de installatie versleept naar een ander gasveld.
Het eerste gas werd verwacht in 2016, maar de oplevering is vertraagd. Op 25 juni 2017 is het aangekomen in Australië. In augustus werd het met zestien ankers vastgelegd. In juni 2018 kwam een lng gastanker langszij en heeft vloeibaar gas aan boord gepompt. Het gas vervangt de dieselolie als brandstof en de opslagtanks en leidingen kunnen getest worden op lekken. De laatste tests betreffen de installatie voor het vloeibaar maken van het aardgas. Wanneer die tests goed zijn afgerond dan wordt de afsluiters op de boorputten geopend en kan de productie daadwerkelijk beginnen. Het FD zet 18 juni 2020 grote vraagtekens bij deze miljardeninvestering, de productie is stilgelegd vanwege een reeks van veiligheidsincidenten. De Australische offshoretoezichthouder heeft hierop extra maatregelen en aanpassingen geëist. De totale investeringen in het project zijn opgelopen tot zo'n US$ 17 miljard. In oktober maakte Shell bekend dat de productie zal worden opgestart, maar het zal tot het eerste kwartaal van 2021 duren voordat de Prelude op volle capaciteit zal produceren.

## Eigenaars
Het project was eerst volledig in handen van Shell. Later hebben INPEX (Japan, 17,5%), Korea Gas Corporation (10%) en CPC Corporation (Taiwan, 5%) ook belangen genomen in het project. Het aandeel van Shell is daarmee afgenomen tot 67,5%.